# 閂 (相撲)
閂（かんぬき）は、相撲の取り組み及びレスリング、プロレス、総合格闘技、さらには合気道や少林寺拳法などの武道、武術において用いられる技術である。いわゆる極技の一種である。

## 相撲における概要
本来は相撲における技術である。相手が両差し（もろさし）にきたとき、その両腕を自身の両腕で外側から抱え込むように捕らえて相手の動きを封じる技。肘の関節を締め付ける場合もある。片腕のみを閂を極めることもあり、これを片閂（かたかんぬき）、片手閂（かたてかんぬき）と呼ぶ。
大柄な体格と強い筋力が必要とされる技で相撲では降参による勝利がないため、この体勢から別の技に移行したり、あるいは閂のまま押し出したり押し倒したりする。決まり手としては閂状態での押し出しは極め出し、押し倒したときは極め倒しという。かつて、魁皇がよく使っていたように片閂から小手投げに行くこともあったが、この場合で相手がこらえたりすると相手の腕がきわめて危険な状態となる。
なお、閂をかけることを「閂を極める」、「腕（かいな）を極める」といい、俗に「極める」と略される場合もある。
閂を使う力士は相手に両差しを許しているわけであるため、その力士は脇が甘いともいえる。貴ノ浪は相手に両差しを許しても、その体勢から抱え込んで相撲を取ることが自分の型であったものの、これは貴ノ浪の並外れた懐の深さと足腰の強さ故に可能となった取り口であった。
日本のアマチュア相撲の中学生以下では禁じ手である。2度目で負けとなる。

## 他競技における概要

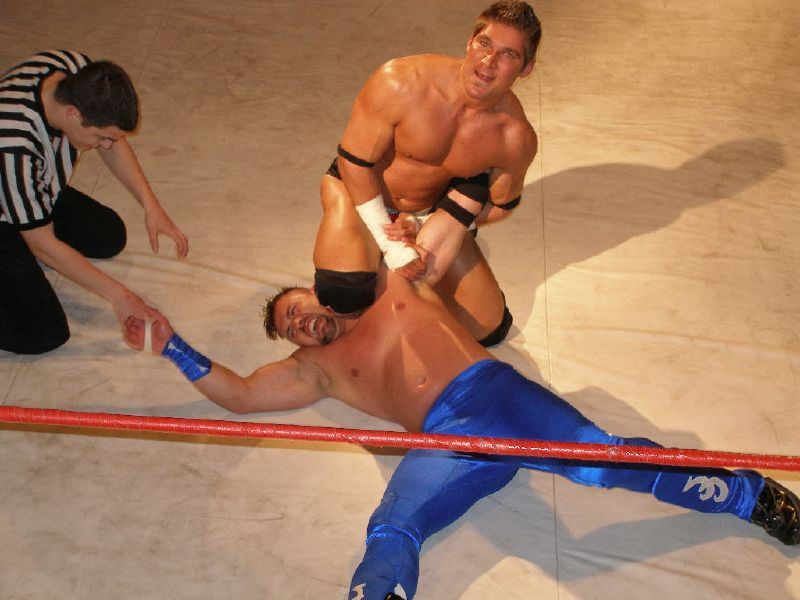
プロレスにおけるアントニオ・トーマスによる片閂を用いて腕を伸ばして極める柔道で言うところの腕挫腋固の一種崩上四方緘

### 格闘技
レスリング、プロレス、総合格闘技では閂もしくはダブルオーバーフックの名称で使用している。組み合った状態から相手の腕を閂または片閂に極めて相手の動きを封じる。そこから別の攻撃に移行していく。
さらには閂状態から相手を後方へと反り投げる閂スープレックス（ダブルアームサルト、極め反り投げ）という投げ技がある。片閂の状態のときもう片腕で相手の胴を抱え込んで後方へと反り投げるスロイダーという投げ技がある。

### 柔道
柔道では片閂がよく用いられる。

柔道における立ち姿勢での腕挫腋固の一種閂固

片閂を主要的に用いる技は崩上四方緘、閂固など変形の腕挫腋固である。片閂で相手の肘関節を極める関節技である。相手の腕を伸ばして極める場合が多いが捻って極めるインサイド・ショルダー・ロックも片閂を用いた腕挫腋固である。
片閂を補助的に用いる技としてはガードポジションからの片十字絞、逆十字絞、突込絞、崩袈裟固からの片羽絞である羽交絞などの絞技がある。補助的に用いる場合は相撲と異なり相手の襟をつかんで片腕で片閂を行いもう一方の手で逆の襟を掴み絞める。
小室宏二がうまく試合でよく用いている。別名コムロック。

### 武道、武術
合気道や少林寺拳法などの武道、武術においても使用されて合気道では閂固め、少林寺拳法では押閂投げ、閂内天秤などの応用技も存在している。